# Sompt
Sompt est une ancienne commune du Centre-Ouest de la France située dans le département des Deux-Sèvres en région Nouvelle-Aquitaine.

## Toponymie
Attestée sous la forme Sompnonum en 1021.

## Histoire
Le 1er janvier 2019, Sompt est regroupée à Chail pour former la commune nouvelle de Fontivillié dont la création est actée par un arrêté préfectoral du 21 août 2018.

## Politique et administration
| Période      | Période  | Identité       | Étiquette | Qualité |
| ------------ | -------- | -------------- | --------- | ------- |
| janvier 2019 | En cours | Annick Aubouin |           |         |

| Période   | Période       | Identité          | Étiquette | Qualité |
| --------- | ------------- | ----------------- | --------- | ------- |
| mars 2001 | décembre 2018 | Claudette Grelier |           |         |

## Démographie
À partir du XXIe siècle, les recensements réels des communes de moins de 10 000 habitants ont lieu tous les cinq ans. Pour Sompt, cela correspond à 2005, 2010, 2015, etc. Les autres dates de « recensements » (2006, 2009, etc.) sont des estimations légales.
| 1793 | 1800 | 1806 | 1821 | 1831 | 1836 | 1841 | 1846 | 1851 |
| ---- | ---- | ---- | ---- | ---- | ---- | ---- | ---- | ---- |
| 420  | 452  | 420  | 408  | 468  | 504  | 526  | 576  | 558  |

| 1856 | 1861 | 1866 | 1872 | 1876 | 1881 | 1886 | 1891 | 1896 |
| ---- | ---- | ---- | ---- | ---- | ---- | ---- | ---- | ---- |
| 535  | 520  | 466  | 447  | 422  | 430  | 508  | 491  | 472  |

| 1901 | 1906 | 1911 | 1921 | 1926 | 1931 | 1936 | 1946 | 1954 |
| ---- | ---- | ---- | ---- | ---- | ---- | ---- | ---- | ---- |
| 493  | 468  | 440  | 388  | 364  | 362  | 380  | 379  | 385  |

| 1962 | 1968 | 1975 | 1982 | 1990 | 1999 | 2005 | 2006 | 2010 |
| ---- | ---- | ---- | ---- | ---- | ---- | ---- | ---- | ---- |
| 385  | 352  | 322  | 288  | 280  | 285  | 272  | 278  | 311  |

| 2015 | 2016 | - | - | - | - | - | - | - |
| ---- | ---- | - | - | - | - | - | - | - |
| 349  | 359  | - | - | - | - | - | - | - |

## Culture locale et patrimoine

### Lieux et monuments
L'école primaire porte le nom de Ida Grinspan, survivante des camps de concentration.
- Église Saint-Médard de Sompt. Elle est inscrite à l'Inventaire général du patrimoine culturel[7].

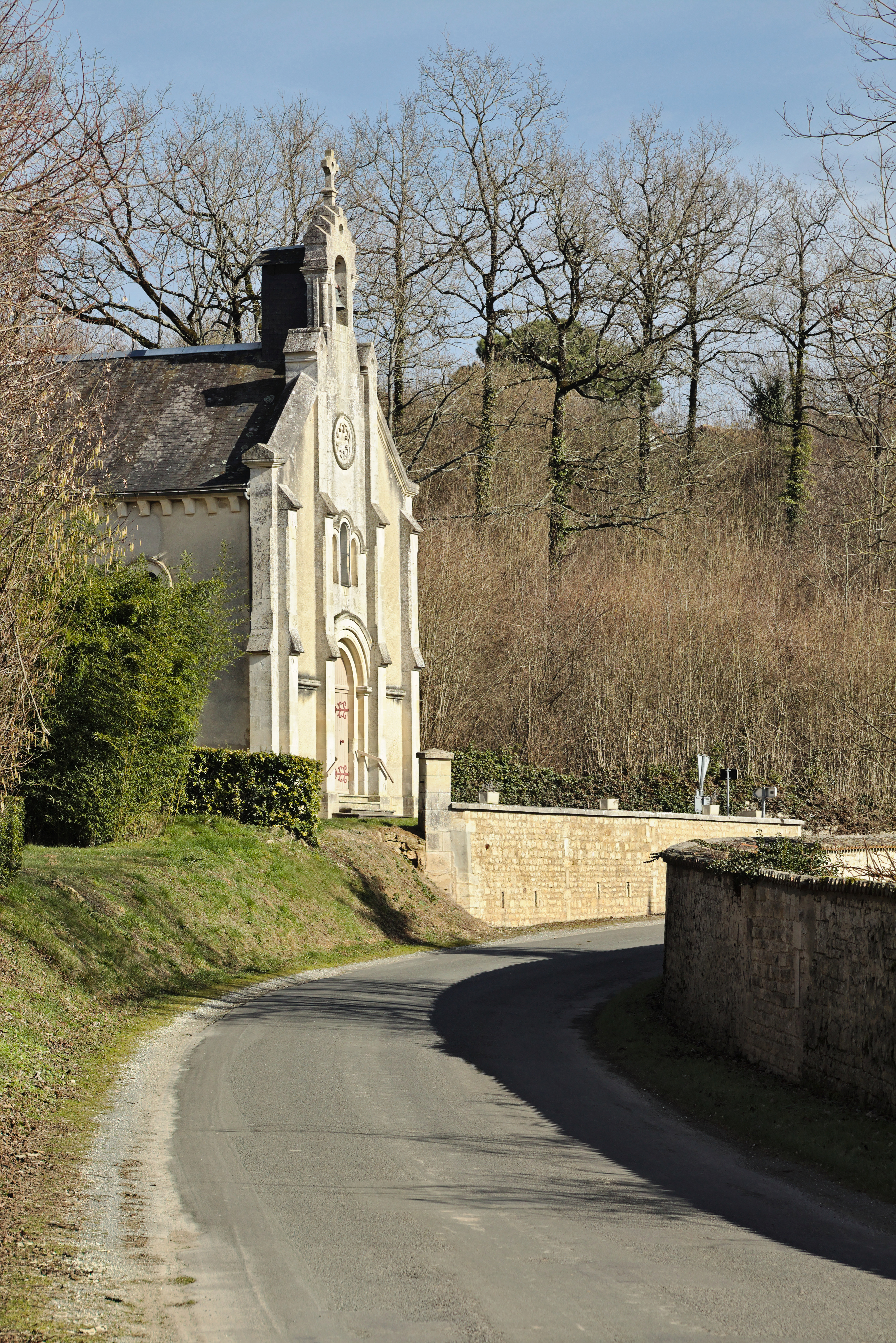
Église Saint-Médard.
Lavoir sur la rivière la Somptueuse.

### Personnalités liées à la commune
- Ida Grinspan[8], rescapée du camp de concentration et d'extermination d'Auschwitz, a donné son nom à l'école primaire le 1er juillet 2007.